# صموئيل لو بيون
صموئيل لو بيون (بالفرنسية: Samuel Le Bihan)‏
```
(ولد في 2 نوفمبر 1965) ممثل و كاتب السيناريو ، مؤلف فرنسي ، المبتسم والموهوب والانتقائي أحد أشهر الممثلين في 
فرنسا
 
وأوروبا
. رشح في دورة 
جوائز سيزار الثانية والعشرون
 لنيل جائزة سيزار لأفضل ممثل صاعد عن دوره في فيلم 
الكابتن كونان
 عام 1997 ، سطعت نجوميتة بفضل دوره في فيلم 
أخوة الذئاب.
 (2001)،
[
3
]
```

## نشأته
ولد صموئيل لو بيون في 2 نوفمبر 1965 في افرانش ، لكنه نشأ في منطقة باريس. ينحدر من خلفية متواضعة عندما كان طفلاً ، تخيل نفسه رسامًا أو ميكانيكيًا. أخيرًا ، من خلال مرافقة الأصدقاء إلى فصل مسرحي ، طور شغفه بالكوميديا.
التحق في كور فلوران والتي ينجز أعراض الشارع. ويسافر عبر أوروبا. لدى عودته، التحق في رو بلانش ثم في المعهد الموسيقي لمعرفة النصوص الكلاسيكية. كما انتقل إلى نيويورك حيث درس في استوديو تمثيل . وبفضل تجاربه التحق كوميديا فرانسيز في عام 1994، إلى 1997. كان المخرج رينيه فيريه هو الذي عرض عليه أول أدواره المثيرة للاهتمام في فيلم Promenades d'été (بالعربية: المشي صيفاً) عام (1992) ومن ثم فيلم La Place d'une autre عام (1993) بدأ مسيرته المهنية ، ونراه يتحول تحت توجيه الأسماء الكبيرة في الإنتاج:
ومنه انطلق لتمثيل ادوار منها لعب كورناي وراسين، 

## روابط خارجية
- صموئيل لو بيون على موقع IMDb (الإنجليزية)
- صموئيل لو بيون على موقع ألو سيني (الفرنسية)
- صموئيل لو بيون على موقع ميوزك برينز (الإنجليزية)
- صموئيل لو بيون على موقع أول موفي (الإنجليزية)
- صموئيل لو بيون على موقع قاعدة بيانات الأفلام السويدية (السويدية)
- صموئيل لو بيون على موقع قاعدة بيانات الأفلام السويدية (السويدية)
- صموئيل لو بيون على موقع إن إن دي بي (الإنجليزية)
- صموئيل لو بيون على موقع قاعدة بيانات الفيلم (الإنجليزية)
- صموئيل لو بيون على موقع كينوبويسك (الروسية)
- Samuel Le Bihan في قاعدة بيانات الأفلام على الإنترنت